# Équipe cycliste SEG Racing Academy

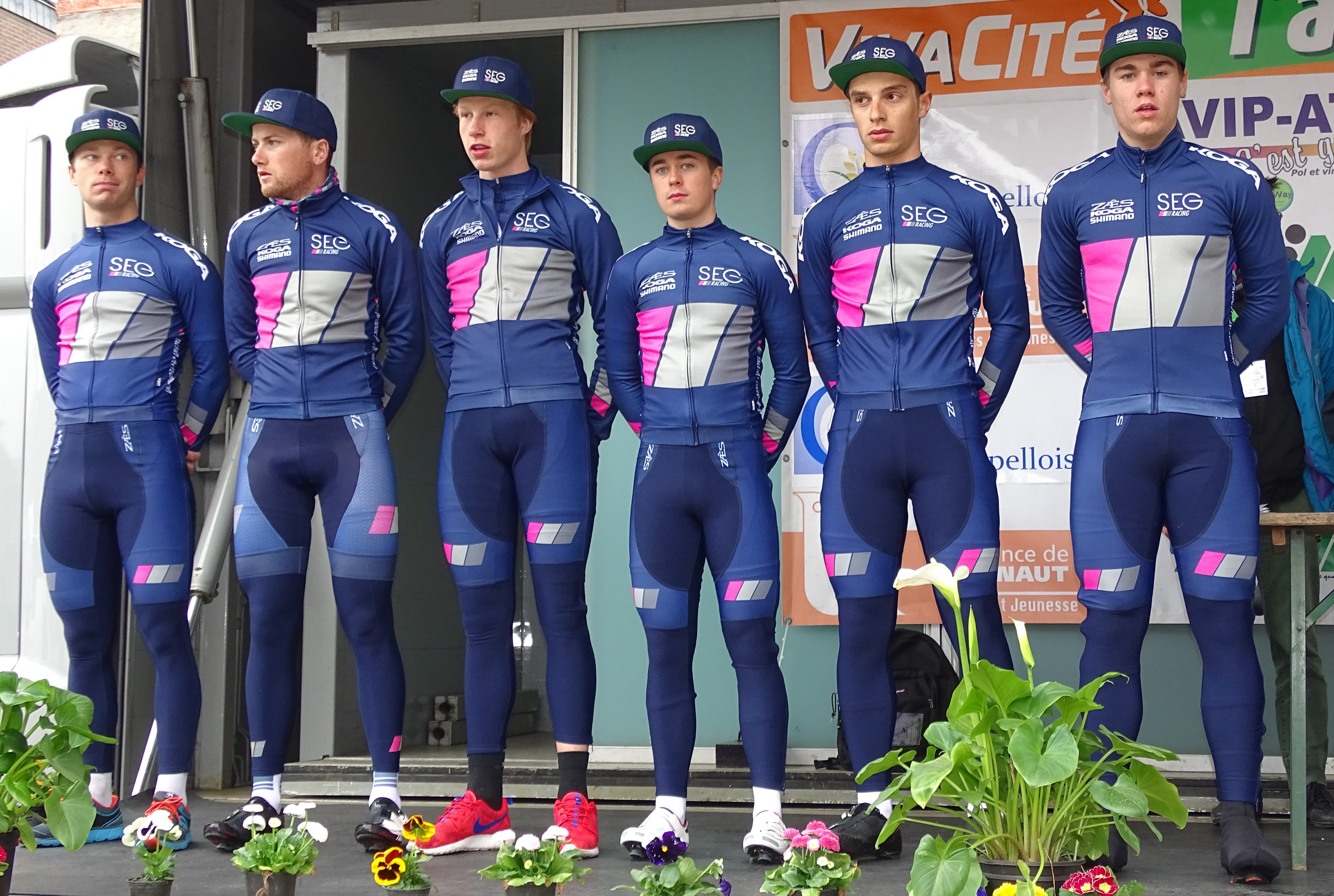
L'équipe en 2015.

L'équipe cycliste SEG Racing Academy est une équipe continentale néerlandaise créée en 2014 pour une première saison en 2015. Elle participe essentiellement aux épreuves de l'UCI Europe Tour.

## Histoire de l'équipe
SEG Cycling, un bureau de management qui compte dans ses rangs des coureurs comme Daniel Martin, Sep Vanmarcke, Niki Terpstra ou Bauke Mollema, lance à la fin de la saison 2014 un projet d'équipe continentale basé sur la structure de l'équipe Koga qui disparaît à la fin de la saison 2014.
Quatorze coureurs constituent l'effectif 2015 de l'équipe.

## Principaux résultats

### Courses d'un jour
- Arno Wallaard Memorial : Jasper Bovenhuis (2015)
- Slag om Norg : Fabio Jakobsen (2016)
- Grand Prix de Francfort espoirs : Fabio Jakobsen (2017)
- Tour de Hollande-Septentrionale : Fabio Jakobsen (2017), Julius van den Berg (2018)
- Gooikse Pijl : Jordi Meeus (2018)
- Flèche ardennaise : Cees Bol (2018)
- Midden-Brabant Poort Omloop : Julius van den Berg (2018)
- Paris-Tours espoirs : Marten Kooistra (2018)
- Ster van Zwolle : David Dekker (2020)
- Dorpenomloop Rucphen : David Dekker (2020)
- Coppa della Pace : Daan Hoole (2021)

### Courses par étapes
- Tour de Berlin : Steven Lammertink (2015)
- Ronde de l'Isard : Stephen Williams (2018)

### Championnats internationaux
- Championnats d'Europe sur route : 1
  - Contre-la-montre espoirs : 2018 (Edoardo Affini)

### Championnats nationaux
- Championnats de Belgique sur route : 1
  - Course en ligne espoirs : 2020 (Jordi Meeus)
- Championnats d'Italie sur route : 2
  - Course en ligne espoirs : 2018 (Edoardo Affini)
  - Contre-la-montre espoirs : 2018 (Edoardo Affini)
- Championnats des Pays-Bas sur route : 5
  - Course en ligne espoirs : 2016 et 2017 (Fabio Jakobsen)
  - Contre-la-montre espoirs : 2015 (Steven Lammertink), 2017 (Julius van den Berg) et 2019 (Daan Hoole)

## Classements UCI
UCI Asia Tour
| Saison | Classement par équipes | Meilleur coureur au classement individuel |
| ------ | ---------------------- | ----------------------------------------- |
| 2015   | 70e                    | Loh Sea Keong (214e)                      |
| 2016   | 78e                    | Fabio Jakobsen (330e)                     |

UCI Europe Tour
| Saison | Classement par équipes | Meilleur coureur au classement individuel |
| ------ | ---------------------- | ----------------------------------------- |
| 2015   | 47e                    | Steven Lammertink (170e)                  |
| 2016   | 72e                    | Nick Schultz (606e)                       |
| 2017   | 52e                    | Fabio Jakobsen (151e)                     |
| 2018   | 16e                    | Cees Bol (53e)                            |
| 2019   | 27e                    | Alberto Dainese (143e)                    |
| 2020   | 25e                    | Jordi Meeus (118e)                        |
| 2021   | 33e                    | Daan Hoole (118e)                         |

UCI Oceania Tour
| Saison | Classement par équipes | Meilleur coureur au classement individuel |
| ------ | ---------------------- | ----------------------------------------- |
| 2021   | -                      | Corbin Strong (33e)                       |

L'équipe est également classée au Classement mondial UCI qui prend en compte toutes les épreuves UCI et concerne toutes les équipes UCI.
| Saison | Classement par équipes | Meilleur coureur au classement individuel |
| ------ | ---------------------- | ----------------------------------------- |
| 2016   | -                      | Fabio Jakobsen (866e)                     |
| 2017   | -                      | Fabio Jakobsen (325e)                     |
| 2018   | -                      | Cees Bol (166e)                           |
| 2019   | 50e                    | Alberto Dainese (173e)                    |
| 2020   | 46e                    | Jordi Meeus (144e)                        |
| 2021   | 56e                    | Daan Hoole (355e)                         |

## SEG Racing Academy en 2021[3]
| Cycliste        | Date de naissance | Nationalité      | Équipe 2019        |  |
| --------------- | ----------------- | ---------------- | ------------------ |  |
| Kyle Chromy     | 22 mars 2002      | États-Unis       |                    |  |
| Thomas Day      | 17 juillet 2002   | Royaume-Uni      |                    |  |
| Dries De Pooter | 8 novembre 2002   | Belgique         |                    |  |
| Sean Flynn      | 2 mars 2000       | Royaume-Uni      |                    |  |
| Marco Frigo     | 2 mars 2000       | Italie           | SEG Racing Academy |  |
| Daan Hoole      | 22 février 1999   | Pays-Bas         | SEG Racing Academy |  |
| Wessel Krul     | 28 janvier 2000   | Pays-Bas         | SEG Racing Academy |  |
| Milan Paulus    | 23 octobre 2001   | Belgique         | SEG Racing Academy |  |
| Jesper Rasch    | 22 mars 1998      | Pays-Bas         | SEG Racing Academy |  |
| Corbin Strong   | 30 avril 2000     | Nouvelle-Zélande | SEG Racing Academy |  |
| Stan Van Tricht | 20 septembre 1999 | Belgique         | SEG Racing Academy |  |
| Harrison Wood   | 14 juin 2000      | Royaume-Uni      | SEG Racing Academy |  |
| Maikel Zijlaard | 1er juin 1999     | Pays-Bas         | SEG Racing Academy |  |
| Stagiaire       | Date de naissance | Nationalité      | Équipe 2021        |  |
| Nikólaos Drákos | 18 juillet 2002   | Grèce            |                    |  |

## Saisons précédentes
- SEG Racing en 2015
- SEG Racing Academy en 2016
- SEG Racing Academy en 2017